# Cleptometopus basifossulatus
Cleptometopus basifossulatus là một loài bọ cánh cứng trong họ Cerambycidae.